# Одолянув
Одолянув (пол. Odolanów, нім. Adelnau) — місто в західній Польщі, на річках Барич і Курох.

## Демографія
Демографічна структура станом на 31 березня 2011 року:
|          | Загалом | Допрацездатний вік | Працездатний вік | Постпрацездатний вік |
| -------- | ------- | ------------------ | ---------------- | -------------------- |
| Чоловіки | 2531    | 547                | 1799             | 185                  |
| Жінки    | 2574    | 508                | 1606             | 460                  |
| Разом    | 5105    | 1055               | 3405             | 645                  |